# De Turkenkrijg
De Turkenkrijg, originele Latijnse titel Consultatio de bello Turcis inferendo, is een boek geschreven door Desiderius Erasmus in 1530. Het is een brief aan de Keulse jurist Johann Rinck waarin hij uiteenzet hoe de Ottomaanse invasie van Europa te stoppen. 
Sinds de verovering van Thessaloniki in 1430 en van Constantinopel in 1453, hadden de Ottomanen hun rijk uitgebreid op het Europese continent. Erasmus achtte het noodzakelijk hiertegen op te treden en onderzocht de oorzaken van de Turkse successen. Behalve politieke verdeeldheid in Europa, zag hij ook en vooral een afkalving van het 'ware geloof' bij de christenen. Hij pleitte voor een christelijk réveil en voor het bestrijden van al wie het geloof misbruikte of ervan afweek. 
In het boek behandelde Erasmus ook de aflatenproblematiek. Hij uitte felle kritiek op deze praktijk, waarmee berouwvolle zondaars hun straf in het vagevuur konden kwijtgescholden krijgen. Erasmus reageerde daar in De Turkenkrijg zo op:

Dat is wat het hart der mensen alom heeft afgekeerd van de aflaten. We hebben vastgesteld, zegt men, dat het slechts om een handeltje ging. Enkel het voorwendsel veranderde : de ene keer ging het om oorlog tegen de Turken, de andere keer was de paus het slachtoffer van een gewapende overval, dan weer ging het om een jubeljaar, en bij een jubeljaar verdubbelde ook de inzet. Onder de paus Alexander VI ging het zelfs om een driedubbel jubeljaar, ongetwijfeld omdat de geldhandel te wensen overliet. Soms was de inzet meer dan een volle aflaat en liep het vagevuur gevaar weldra al haar bewoners kwijt te spelen. Dan weer ging het om de bouw van de Sint-Pieterskerk van het Vaticaan, of Sint-Jacobs in Compostella kwam om van de honger, of de Heilige Geest, verdeler van al het goede, smeekte om geld! De monniken van de Sinaïberg, zei men op zekere dag, hadden alles aan gebrek. Een ander keer bood men diegenen die wat goed te maken hadden een bijzonder gunstig minnelijke schikking, tot legitimatie van gesloten goed toe, ja zelfs van plundering van kerken.
— De Turkenkrijg, 1530

## Nederlandse vertaling
- De Turkenkrijg, vert. John Piolon, ed. Angenies Brandenburg, 2005. ISBN 9061005809